# Lunar Womb
Lunar Womb è il secondo album dei The Obsessed, pubblicato nel 1991 dalla Hellhound Records. Fu ristampato nel 2006 dalla MeteorCity. Il dipinto raffigurato sulla copertina è Saturno che divora i suoi figli di Francisco Goya.

## Tracce
1. Brother Blue Steel – 3:26
2. Bardo – 2:20
3. Hiding Mask – 3:53
4. Spew – 3:06
5. Kachina – 3:43
6. Jaded – 3:57
7. Back to Zero – 3:57
8. No Blame – 1:25
9. No Mas – 2:51
10. Endless Circles – 4:11
11. Lunar Womb – 6:21
12. Embryo – 1:46

## Crediti
- Scott "Wino" Weinrich - voce e chitarra
- Scott Reeder - basso, voce nelle tracce Bardo e Back to Zero
- Greg Rogers - batteria